# Dichostylis Michela
Dichostylis Michela (Cyperus michelianus (L.) Delile) – gatunek rośliny jednorocznej należący do rodziny ciborowatych (Cyperaceae). Według wielu ujęć gatunek znany jest pod nazwą Dichostylis micheliana, skąd wynika też nazwa zwyczajowa w języku polskim. Ujęcie to uznane jest za błędne (nazwa Dichostylis jest synonimem dla nazwy Fimbristylis, podczas gdy sam gatunek klasyfikowany jest do rodzaju cibora Cyperus). Występuje w miejscach wilgotnych, na brzegach rzek i stawów w Europie, Afryce i Azji.  W Polsce był podawany w XIX wieku z kilku stanowisk położonych nad Odrą. Przez długi czas uważany tu za wymarły. W 2003 roku odnaleziono go jednak ponownie na Dolnym Śląsku.   

## Morfologia

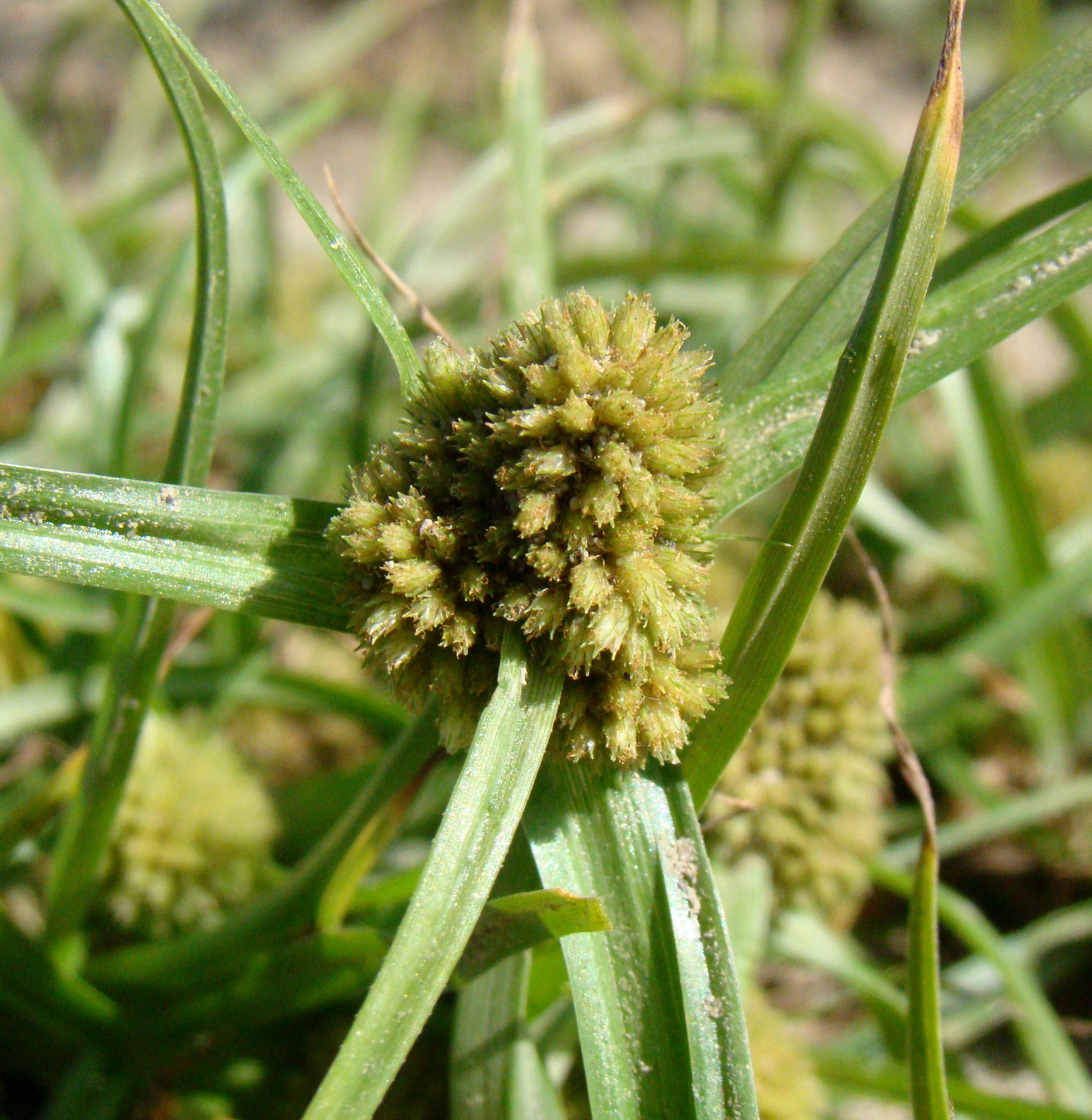
Kwiatostan

ŁodygaDługości 3–20 cm.
Liście1–3 odgięte poziomo podsadki o długości 2–10 cm.
KwiatyZebrane w kuliste rozrzutki. Kwitnie od lipca do września.

## Zagrożenia i ochrona
Kategorie zagrożenia gatunku:
- Kategoria zagrożenia w Polsce według Czerwonej listy roślin i grzybów Polski (2006)[8]: E (wymierający – krytycznie zagrożony); 2016: CR (krytycznie zagrożony)[9].
- Kategoria zagrożenia w Polsce według Polskiej czerwonej księgi roślin (2001): EX (wymarły); 2014: CR (krytycznie zagrożony)[10].

Gatunek w Polsce objęty jest ochroną ścisłą.